# Русско-персидская война (1804—1813)

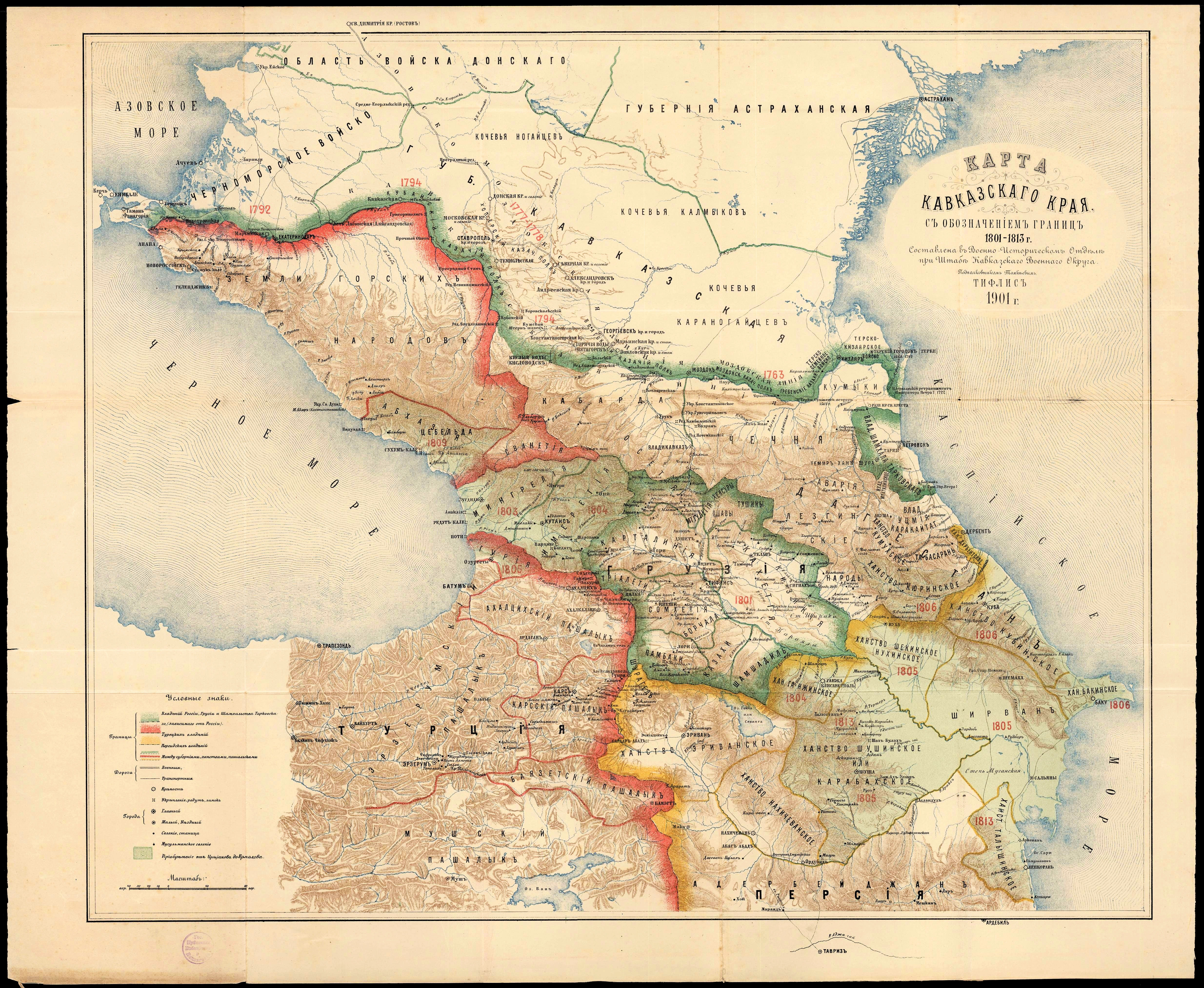
Кавказ в 1801 г.

Русско-персидская война 1804—1813 годов или Русско-иранская война (перс. جنگ ایران و روسیه (۱۸۱۳–۱۸۰۴)‎) — вооружённый конфликт между Россией и Каджарским Ираном, причиной которого стало присоединение Картли-Кахетии к Российской империи, осуществлённое ещё Павлом I 18 января 1801 года, а также Менгрелии и Имеретии в 1803 году.
Особенностью войны для России было то, что она не имела возможности использовать значительные силы против Персии, так как одновременно вела войны с Францией (1805, 1806—1807, 1812), Турцией (1806—1812), Швецией (1808—1809), а также находилась в состоянии войны с Англией (1807—1812). По некоторым оценкам, численное преимущество персов составляло пять к одному. 

## Предпосылки
12 сентября 1801 года Александр I (1801—1825) подписал «Манифест об учреждении нового правления в Грузии», Картли-Кахетинское царство входило в состав России во вновь сформированную Грузинскую губернию. В 1803 году к России присоединились Мегрелия и Имеретинское царство.
В том же 1803 году в результате успешного похода русских войск под командованием генерала Гулякова России покорились Джаро-Белоканские общества и Илисуйский султанат. Удачные действия генерала Гулякова заставили эриванского хана склониться на все требования Цицианова, а открытые в это же время переговоры с бакинским ханом о принятии его в подданство давали Цицианову возможность направить все свои силы против Гянджи, которую он считал первостепенной важности.
В январе 1804 года князь Цицианов открыл боевые действия. 3 (15) января 1804 года русские штурмом взяли Гянджу. Джавад-хан и большая часть гарнизона погибла при защите, и Гянджинское ханство было включено в состав России. Новости о разрушении Гянджи, смерти Джавад-хана, его сына и многих мусульман породило волнение при каджарском дворе. Это непосредственно послужило поводом к началу войны с Россией. 11 марта 1804 года Фетх Али-шах Каджар собрал свою армию и созвал племенные войска из провинций в свой лагерь под Султанией. В апреле того же года шах и Аббас-Мирза пересекли Аракс, войдя в Нахичевань, и двинулись в сторону Эривани для встречи с Цициановым.

## Ход событий

### Боевые действия в 1804 году
Главные события кампании 1804 года проходили на Эриванском направлении. Князь Цицианов слал угрозы Мухаммед-хану Каджару и требовал, чтобы тот признал русского кандидата в качестве католикоса Армянской церкви в близлежащем Эчмиадзине, дал заложников, выплачивал 80 000 рублей дани ежегодно и сдал русским все военные запасы. В конце июня 1804 года Цицианов повёл меньше, чем 3000 русских, грузинских и армянских солдат через границу Эриванского ханства. Его первой целью был армянский религиозный центр в Эчмиадзине, где он столкнулся с армией Аббаса-Мирзы в 18 000 человек.
20 и 30 июня 1804 года Цицианов нанёс поражения персам во главе с сыном шаха Аббас-Мирзой при Эчмиадзине и Канагире. Не выдержав удара, персидская армия бросилась в бегство, оставляя в руках русских множество трофеев. Добычу составило всё, что находилось в персидском лагере, — огромные запасы провианта, несколько десятков верблюдов, сто пудов пороха. Русские также взяли у бегущих персов 4 знамени и 4 фальконета. При этом русские потеряли всего одного убитым и 37 ранеными. Противник был так устрашён, что не оказал серьёзного сопротивления при обороне предместий Эриванской крепости, которые попали в руки русских без больших потерь. Несмотря на победу, Цицианов не стал штурмовать монастырь, опасаясь значительных потерь и не желая ослаблять корпус, направлявшийся на Эривань. 14 июля 1804 года главная персидская армия Фетх Али-шаха, численностью 40 000 человек, прямо с марша атаковала войска Цицианова. Русские попали в клещи: с одной стороны наступала шахская конница, с другой — совершил вылазку эриванский гарнизон. Однако в сражении русские разгромили персов. Потери русских составили убитыми и ранеными 13 офицеров и 166 солдат; персов на поле боя с рассветом подобрали более 1000, и ещё 500 убитых персов было со стороны гарнизона Эривани. За эту победу Цицианов получил орден Святого Владимира 1-й степени.
Цицианов решил воспользоваться разобщением персидских сил и приказал генералу Портнягину, с отрядом в 900 человек пехоты и конницы, сделать нападение на Гарни-чай, где находился лагерь наследного персидского принца Аббаса-Мирзы. Узнав о движении Портнягина, персидский шах Фетх Али, находившийся в Калаахире, успел соединиться с сыном и утром 24 июля 1804 года Портнягин очутился лицом к лицу с 40-тысячной персидской армией. Перестроившись в каре, он медленно, шаг за шагом, стал отходить назад, отбиваясь на протяжении 20 вёрст в течение 14,5 часов от окружавшего его со всех сторон врага. Отступление велось в таком порядке, что ни одного трофея не осталось в руках персов, — даже тела убитых принесены были в лагерь.
Однако из-за отсутствия осадной артиллерии и прерывания персами коммуникаций с Тифлисом, Цицианов не смог взять Эривань. 2 сентября русские сняли осаду и вернулись в Тифлис.

### Боевые действия в 1805 году

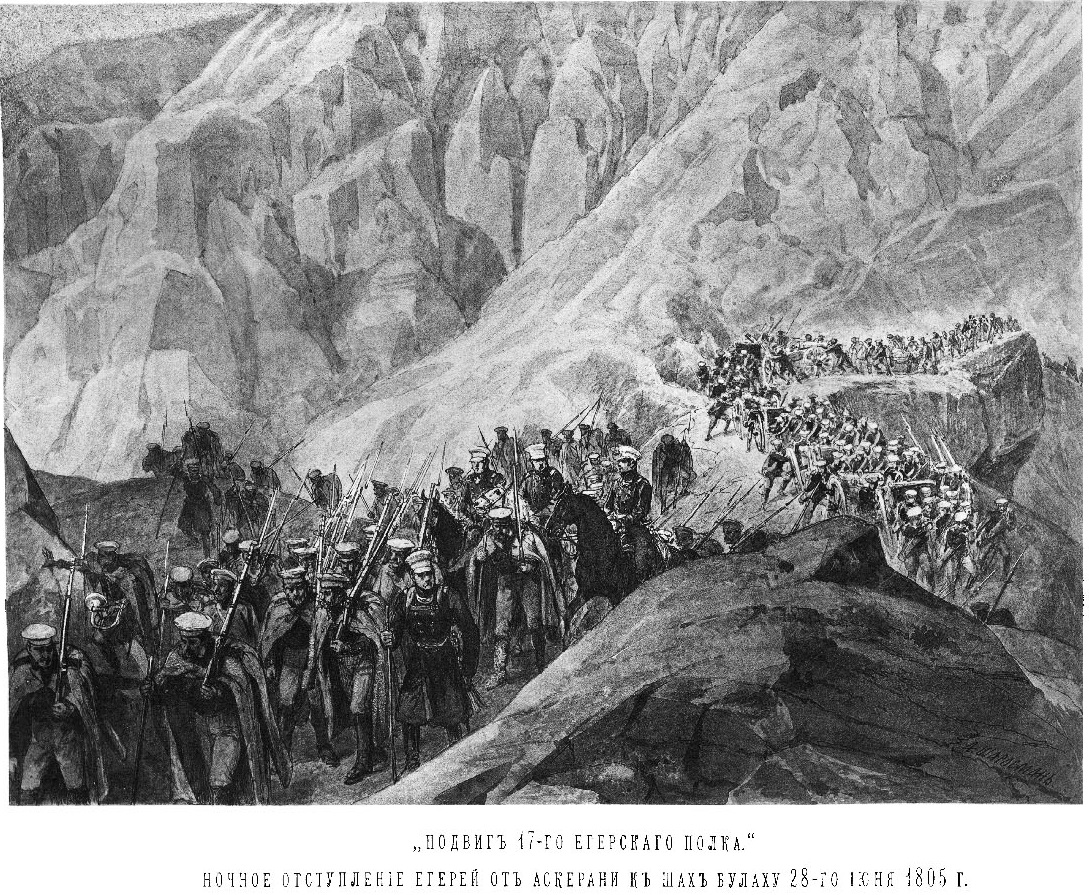
Эпизод похода 17-го Егерского полка под командованием полковника Карягина, 1805 год

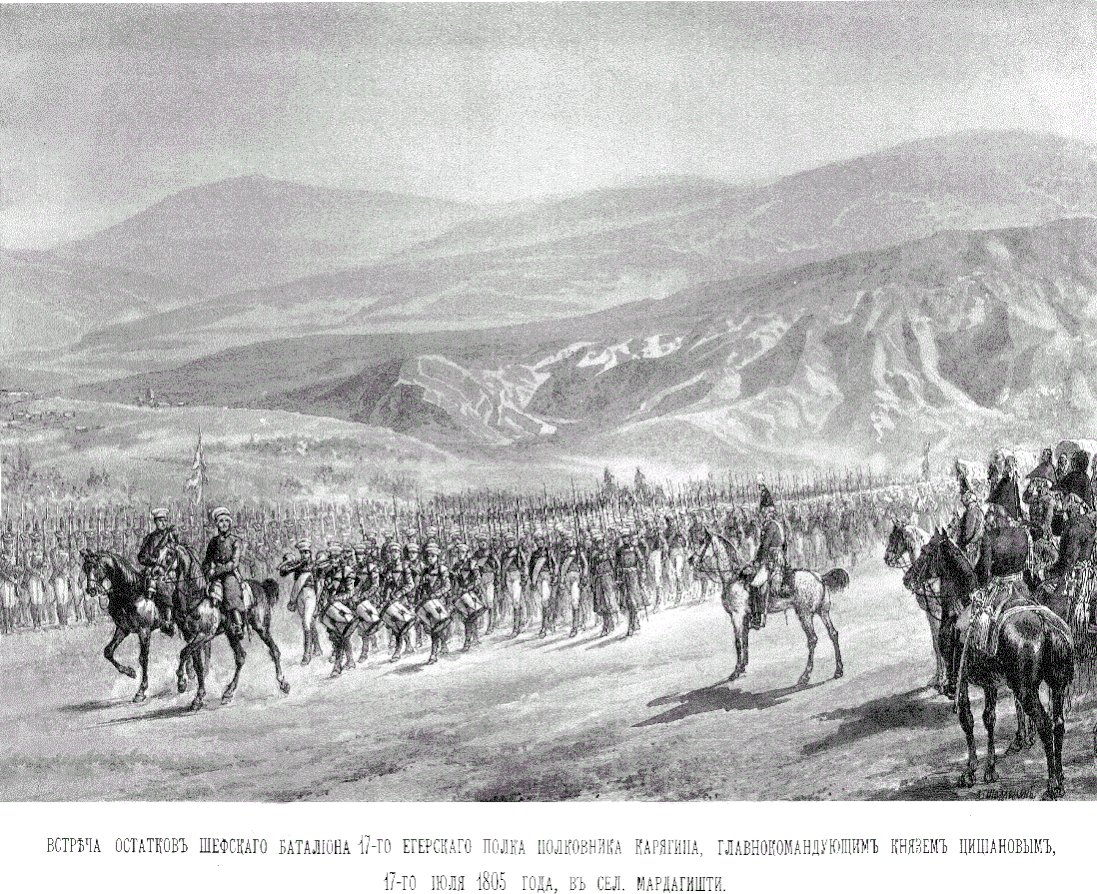
Встреча Цициановым остатков героических войск Карягина в селении Мардагишти 17 июля 1805 года.

В 1805 году персидская армия предприняла поход в Грузию с целью полностью выбить русских из Закавказья. Однако героический поход полковника Карягина не позволил противнику вторгнуться в Грузию. Персидские войска в ходе боёв у Шах-Булаха и Аскерана были остановлены и отброшены, и наконец были разбиты в сражении при Дзегаме, после чего отступили на исходные позиции. 
Гилянская экспедиция Каспийской флотилии российского флота с десантом на борту, осуществлённая в июле 1805 года в порт Энзели с целью заставить персидского шаха заключить мир на выгодных для России условиях, закончилась неудачей.
В 1805 году к России были присоединены Карабахское, Ширванское и Шекинское ханства, Шурагельский султанат.

### Присоединение прикаспийских ханств
После неудачи Гилянской экспедиции вышедшая из Энзели Каспийская флотилия под командованием капитан-лейтенанта Е. В. Веселаго получила задание от Цицианова захватить Баку. 12 августа 1805 года флотилия бросила якорь в Бакинской бухте и высадила десант. Командовавший экспедицией генерал-майор И. И. Завалишин предложил бакинскому Гусейнгулу-хану проект договора о переходе в подданство Российской империи. Однако переговоры успеха не имели, бакинцы решили оказать серьёзное сопротивление. Всё имущество населения было вывезено заранее в горы. Тогда в течение 11 дней Каспийская флотилия бомбардировала Баку. К концу августа высадившийся отряд овладел передовыми укреплениями перед городом. Ханские войска, вышедшие из крепости, были разбиты. Однако большие потери от столкновений, а также нехватка боеприпасов вынудила 3 сентября снять осаду с Баку, и 9 сентября флотилия полностью покинула бакинскую бухту.
30 ноября 1805 года отряд Цицианова перешёл через Куру и вторгся в пределы Ширванского ханства. 27 декабря ширванский Мустафа-хан подписал договор о переходе в подданство Российской империи.
В декабре Цицианов во главе 2000 штыков и сабель предпринял новый поход на Баку. 30 января 1806 года русский отряд подошёл к крепости. Вместе с ним к городу подошла Каспийская флотилия и высадила десант. Цицианов потребовал немедленной сдачи города. 8 февраля должен был состояться переход Бакинского ханства в подданство Российской империи, однако во время встречи с ханом генерал Цицианов и подполковник Эристов были убиты двоюродным братом хана Ибрагим-беком. Голова Цицианова была отправлена Фетх Али-шаху. После этого генерал-майор Завалишин принял решение отойти от Баку и вернуться в российские пределы.
Назначенный вместо Цицианова И. В. Гудович летом 1806 года разгромил Аббас-Мирзу при Каракапете (Карабах) и покорил Дербентское ханство. 3 октября 1806 года русские войска под командованием генерала Булгакова вошли в Баку и захватили Бакинское, а затем Кубинское ханства.

### Перемирие
Начавшаяся в ноябре 1806 года русско-турецкая война заставила русское командование заключить зимой 1806—1807 годов Узун-Килисское перемирие с персами. Но 4 мая 1807 года Фетх-Али вступил в антирусский союз с наполеоновской Францией. Английский дипломат Джон Малькольм взятками и щедрыми подарками сумел по сути аннулировать франко-персидский союз уже через 10 месяцев после его заключения. Был подписан англо-персидский договор, направленный фактически против России, которую всерьёз опасались как персы, так и англичане.
Генерал Гудович попытался вступить в переговоры с Персией, как напрямую, так и через посредничество французского посла. Россия требовала, чтобы персы отказались от любых притязаний на территории к северу от Аракса и Куры, на том основании, что притязания были незначительными и что эти территории имели малую ценность.
В 1807 году Гудович разбил в Арпачайском сражении турецкий корпус, не позволив туркам соединиться с персами и тем самым предотвратив их совместное наступление. 

### Боевые действия в 1808 году
В сентябре 1808 г., после перемирия, возобновились боевые действия с персами. Русские войска генерал-фельдмаршала И. В. Гудовича после боя вступили в Эчмиадзин (сентябрь). Одновременно  генерал-майор П. Ф. Небольсин двинулся с 3-тысячным отрядом для покорения Нахичеванского ханства. На пути русские столкнулись у Карабабы с 13-тысячной армией Аббас-Мирзы и 27 октября нанесли персам решительное поражение. Разбитый Аббас-Мирза оставил Нахичевань без защиты и отошёл за Аракс. 1 ноября Небольсин занял город.
Гудович решил взять Эривань. В октябре русские войска окружили эриванскую крепость, которая имела многочисленный гарнизон и была хорошо снабжена арсеналом и провизией; но старые турецкие пушки были в целом непригодны и сняты с постаментов. 28 ноября — 10 декабря 1808 года две несовершенные бреши были пробиты и перестрелка продолжалась до 15 декабря, когда началось общее наступление и была сделана попытка взломать ворота и ворваться на стены. Русские были отбиты во всех точках. Всего за время осады крепости русские потеряли 315 убитыми и 970 ранеными. Гудович был вынужден отойти в Грузию.

### Боевые действия в 1809 году
В 1809 году по причине болезни Гудович был заменён на А. П. Тормасова. Из-за нехватки войск последний перешёл на театре военных действий к обороне. Одновременно в Тавризе начались переговоры с Аббасом-Мирзой об уступке России Эриванского и Нахичеванского ханств. 
Персидское командование планировало заключить союз с Турцией и вторгнуться с двух сторон, захватить Гянджу (Елизаветполь) и Ленкорань, чтобы установить контроль над Талышским ханством, находившимся в союзе с Россией, а также поднять восстание мусульманских народов в тылу российских войск. Когда персы задержали в Эривани ведшего переговоры барона Вреде, Тормасов с главными силами двинулся из Саганлуга к урочищу Думанис.
16 июля персы начали наступление на русские посты на нескольких направлениях, но везде были отбиты. Так у села Артих попытка персидской армии численностью около 10 000 человек прорваться в Гянджу была отражена силами двух батальонов. Также не удалась попытка Аббаса-Мирзы в конце июля прорваться через Шамхорскую долину.
В середине августа Аббас-Мирза повторил попытку прорыва и на этот раз сумел кружным путём мимо озера Севан (Гокчи) подойти к Гяндже, но прибытие к городу главных сил русских со стороны реки Акстафы заставило его отступить к Эривани. В начале сентября между противниками было установлено негласное перемирие.
Каспийская флотилия не смогла оказать помощь столице Талышского ханства Ленкорани, и персидским войскам удалось её захватить, но продвинуться дальше они не смогли.

### Боевые действия в 1810 году
В 1810 году главнокомандующий в Грузии генерал Тормасов, желая предупредить вторжение персов, приказал генералу Котляревскому с одним батальоном 17-го егерского полка отбить пограничное село Мигри (совр. Мегри), в мае занятое персами. 17 июня Котляревский взял Мигри, несмотря на численное превосходство персидского отряда. Занятие этого пункта заблокировало персидской армии путь в Карабах. Персидский десятитысячный корпус Ахмет-хана блокировал отряд Котляревского в Мигри, но не взяв село, был вынужден отступить к Араксу. 6 июля внезапной атакой пяти сотен егерей русские разбили расположившийся на ночлег персидский корпус.
В этом же году Гусейн-Кули-хан Эриванский, действовавший против русских войск на границе своего ханства, получил приказ шаха двинуться к Ахалкалаки, для того, чтобы отвлечь от границ Персии возможно большее число русских и вместе с тем побудит союзников-турок к более решительным действиям против Грузии. В середине августа Гусейн подошёл к Ахалкалаки, где предполагал соединиться с 17-тысячным отрядом Шерифа-паши Ахалцыхского. Тормасов, для того, чтобы окончательно разрушить надежды персов на совместные действия с турками, выслал отряд в составе 2-х батальонов (9 и 15 егерских полков), 2 сотен казаков и 150 человек татарской конницы, при 5 орудиях, под командованием генерала Ф. О. Паулуччи. На рассвете 5 сентября русские атаковали персидский лагерь и разгромили его. Потери персов более 1000 убитых. Победой при Ахалкалаки было предотвращено соединение турецких и персидских войск и посеяна вражда между недавними союзниками.

### Боевые действия в 1811 году
В начале 1811 года, в связи с подготовкой к войне с Наполеоном, с Кавказа были отправлены в Россию четыре полка (два пехотных и два кавалерийских), что ослабило силы действующих войск. С весны возобновились набеги персов на Карабах. Многие ханы присоединённых территорий «находились в более или менее деятельных сношениях с персиянами». Немногочисленные русские подразделения, разбросанные вдоль линии противостояния, изнуряемые постоянными переходами и болезнями, не всегда могли дать отпор персидской лёгкой коннице и иногда были уничтожаемы противником. 
В июле вместо Тормасова главнокомандующим на Кавказе был назначен генерал-лейтенант маркиз Ф. О. Паулуччи, приступивший к обязанностям в сентябре.

### Боевые действия в 1812 году
В феврале 1812 года при Султанабуде персы, при значительном превосходстве в силах, смогли разбить русский батальон, остатки которого капитулировали, после чего вторглись в Карабах. Однако взять Шушу, обороняемую русским отрядом, персы не смогли, и избегая решительного сражения со спешившим на помощь отрядом П. С. Котляревского, отступили за Аракс.
В апреле Паулуччи был сменен Н. Ф. Ртищевым, который согласился на переговоры о мире с наследным принцем Аббас-Мирзой, которые велись в течение лета при посредничестве английского посланника в Тегеране Гора Оусли и его представителя на переговорах Джеймса Мориера. 
В августе Аббас-Мирза возобновил боевые действия, и 9 августа сардар Эмир-хан занял Ленкорань. Русский гарнизон (400 человек) укрепился на косе Гамушеван и, поддержанный огнём с кораблей флотилии, отбил атаки персов. Со взятием крепости Аркиван открывались дороги на Ширван и Баку. Командующим элитного корпуса пехоты был назначен Садык-хан Каджар. Персы готовили вторжение в азербайджанские ханства, подстрекая в то же время волнения среди дагестанских горцев.
Обеспокоенный вторжением персов в Талышское ханство, 21 августа Ртищев выступил из Тифлиса во главе 2-тысячного отряда к персидской границе и потребовал от Аббаса-Мирзы немедленного прекращения боевых действий. Начавшиеся 26 сентября в Асландузе двусторонние переговоры был прерваны на втором заседании из-за неуступчивости сторон. Британские офицеры вскоре были отозваны в связи с русско-британским альянсом против Наполеона. 
Не получив прямого разрешения от Ртищева, генерал Котляревский на свой страх и риск перешёл через Аракс с отрядом в 2221 человек при 6 орудиях и 19—20 октября (31 октября — 1 ноября) разгромил во много раз превосходящие силы персов в сражении при Асландузе.

### Боевые действия в 1813 году

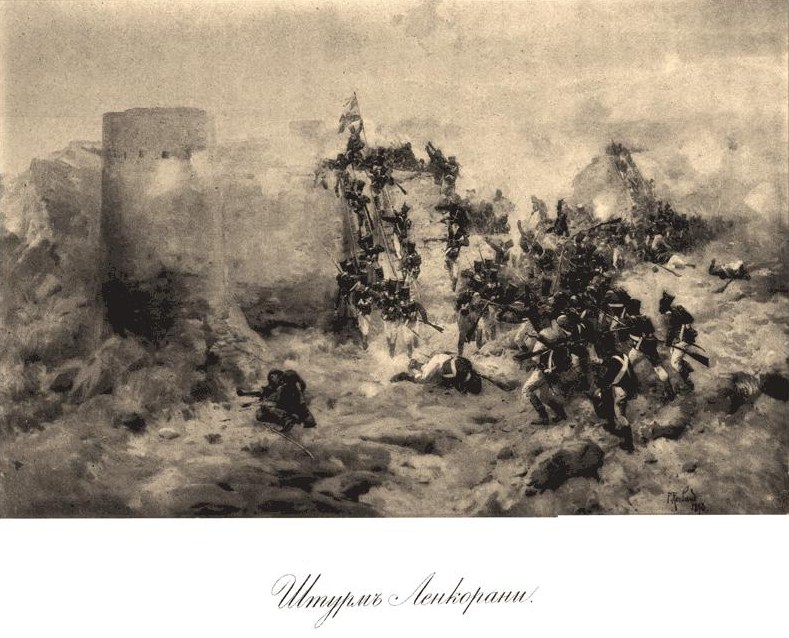
Штурм Ленкорани

После победы при Асландузе Ртищев, обеспокоенный положением осаждённого на косе Гамушеван у Ленкорани отряда Е. В. Веселаго, в декабре 1812 года отправил отряд Котляревского в Талышское ханство. 26 декабря Котляревский, присоединивший по пути гарнизон Гамушевани, обложил Ленкорань. 1 (13) января 1813 года крепость была взята штурмом. Сам Котляревский в самом начале штурма крепости получил тяжёлые ранения и был завален телами погибших солдат. В штурме также принимал участие морской батальон (400 чел.) под началом капитан-командора Каспийской флотилии Е. В. Веселаго. Русская армия потеряла убитыми и ранеными 41 офицера и 909 нижних чинов, то есть более половины отряда, причём в некоторых частях потери достигали 75 %. Персидский гарнизон численностью 4 000 человек был уничтожен полностью, командующий Садык-хан погиб.
Хотя Фетх Али-шах и Аббас-Мирза хотели продолжать борьбу после этих неудач, им в конце концов пришлось уступить давлению британского посланника Оусли, который заверил шаха, что британцы продолжат обещанные субсидии. Шах, также опасаясь дальнейшего продвижения русских, вступил в мирные переговоры.

## Результаты

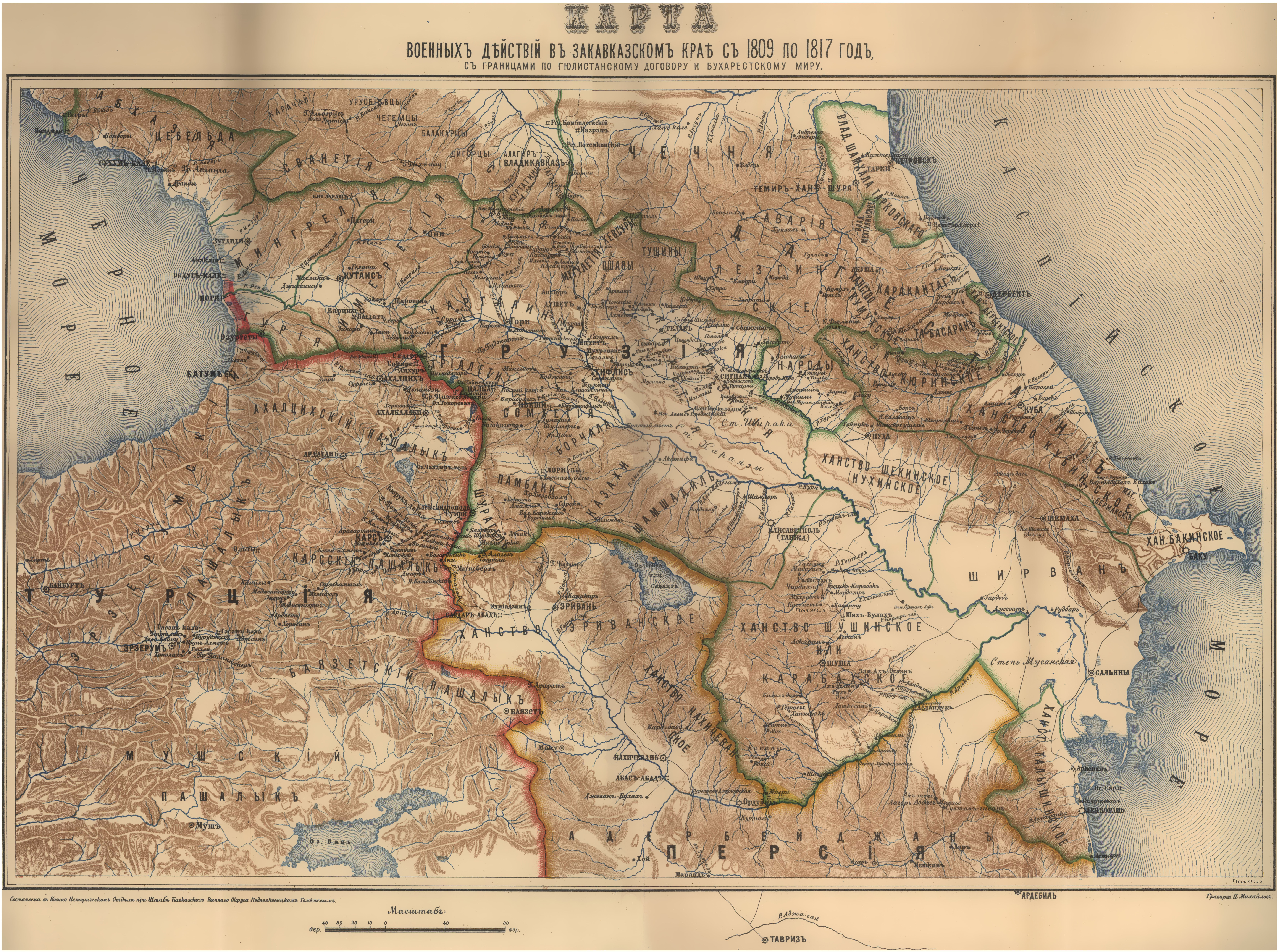
Карта военных действий в Закавказском крае с 1809 по 1817 год, с границами по Гюлистанскому договору и Бухарестскому миру.

Война окончилась решительной победой России. 12 (24) октября 1813 года был подписан Гюлистанский мир (в селе Гюлистан, Нагорный Карабах), являвшийся для Персии одним из самых унизительных договоров когда либо заключённых ею до этого. Персия признавала переход к Российской империи Дагестана (Дербентское ханство), Картли, Кахетии, Мегрелии, Имеретии, Гурии, Абхазии, половины Восточной Армении и большей части современного Азербайджана, где располагались следующие ханства: Бакинское, Карабахское, Гянджинское, Ширванское, Шекинское, Кубинское, Талышское. Россия также получила исключительное право держать военный флот на Каспийском море. Каджары не рассматривали Гюлистанский договор как окончательный. Аббас Мирза рассматривал его как передышку и готовился к новой войне.
Война стала началом «Большой игры» между Британской и Российской империями в Азии и Закавказье.

## Память

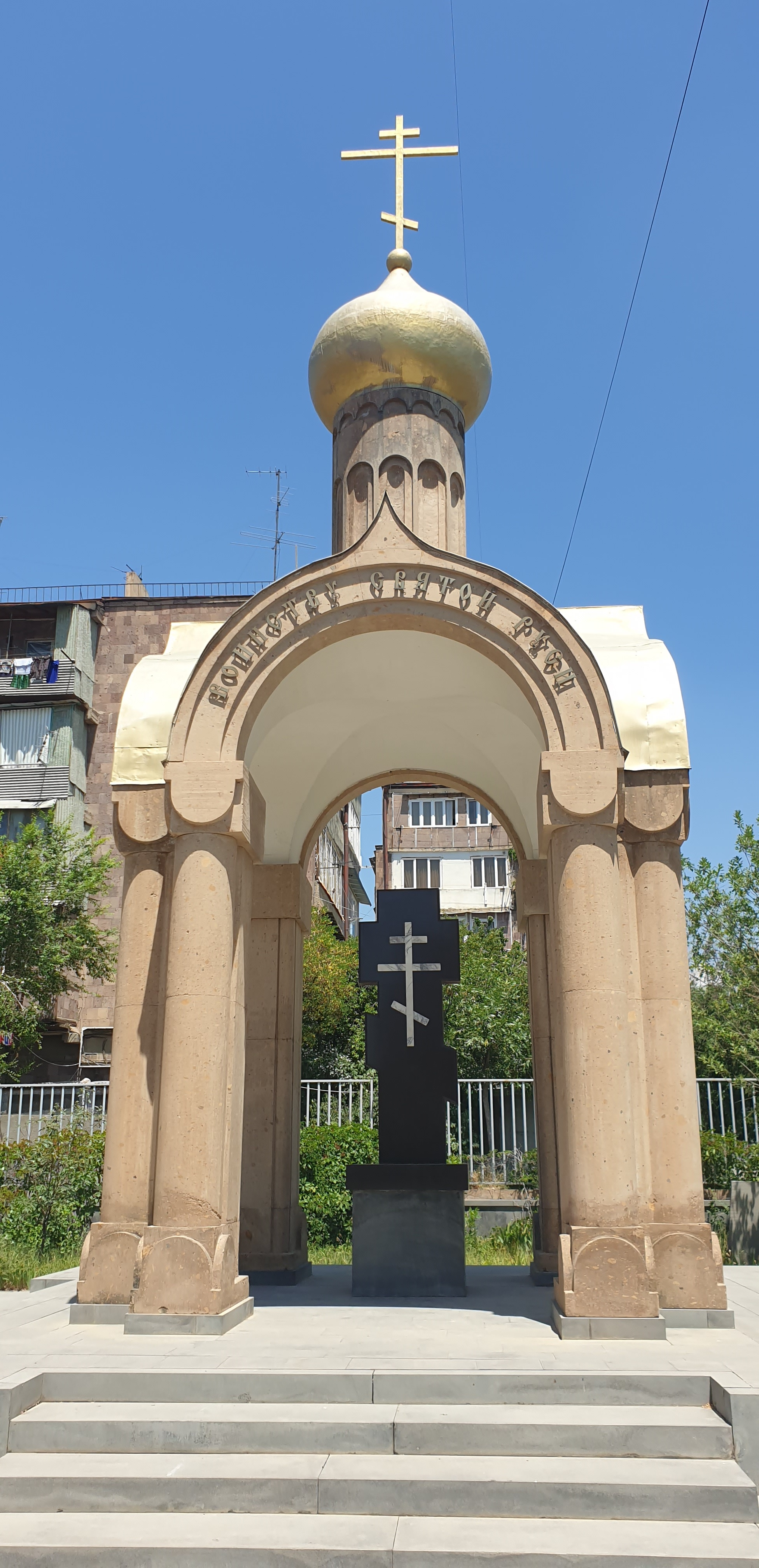
«Воинству Святой Руси». Памятный монумент русским воинам возле Храма Покрова Пресвятой Богородицы в Ереване
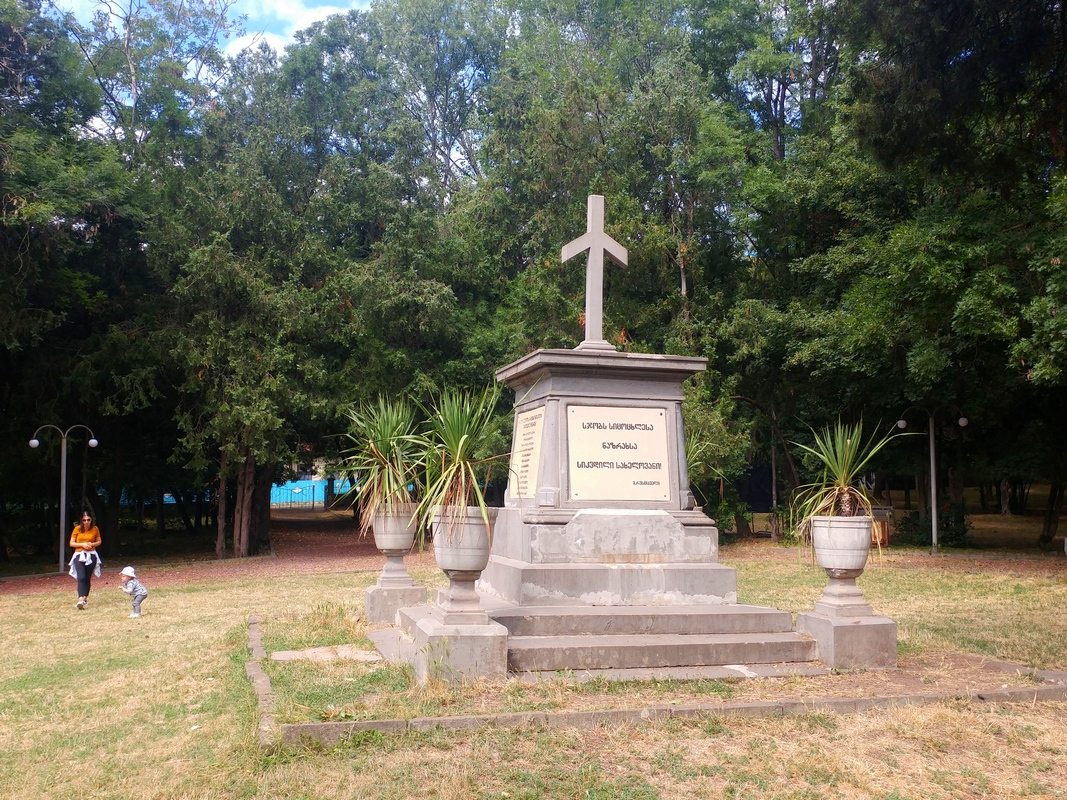
Памятник Гавриле Сидорову — участнику Рейда Карягина (ныне Памятник героям Грузии), Манглиси
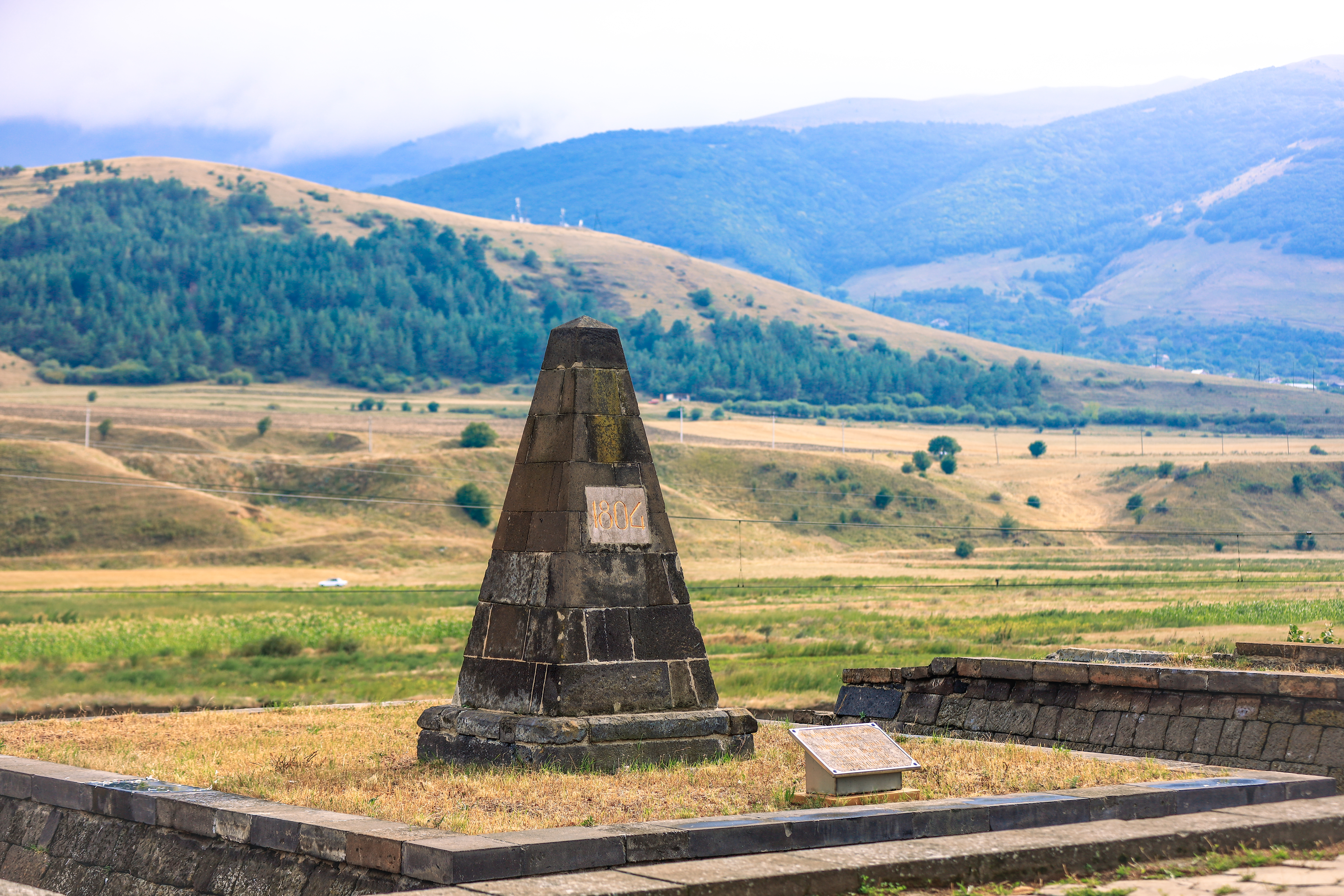
Обелиск отряду майора И. Монтрезора на 8-м километре трассы Ванадзор–Спитак, Республика Армения
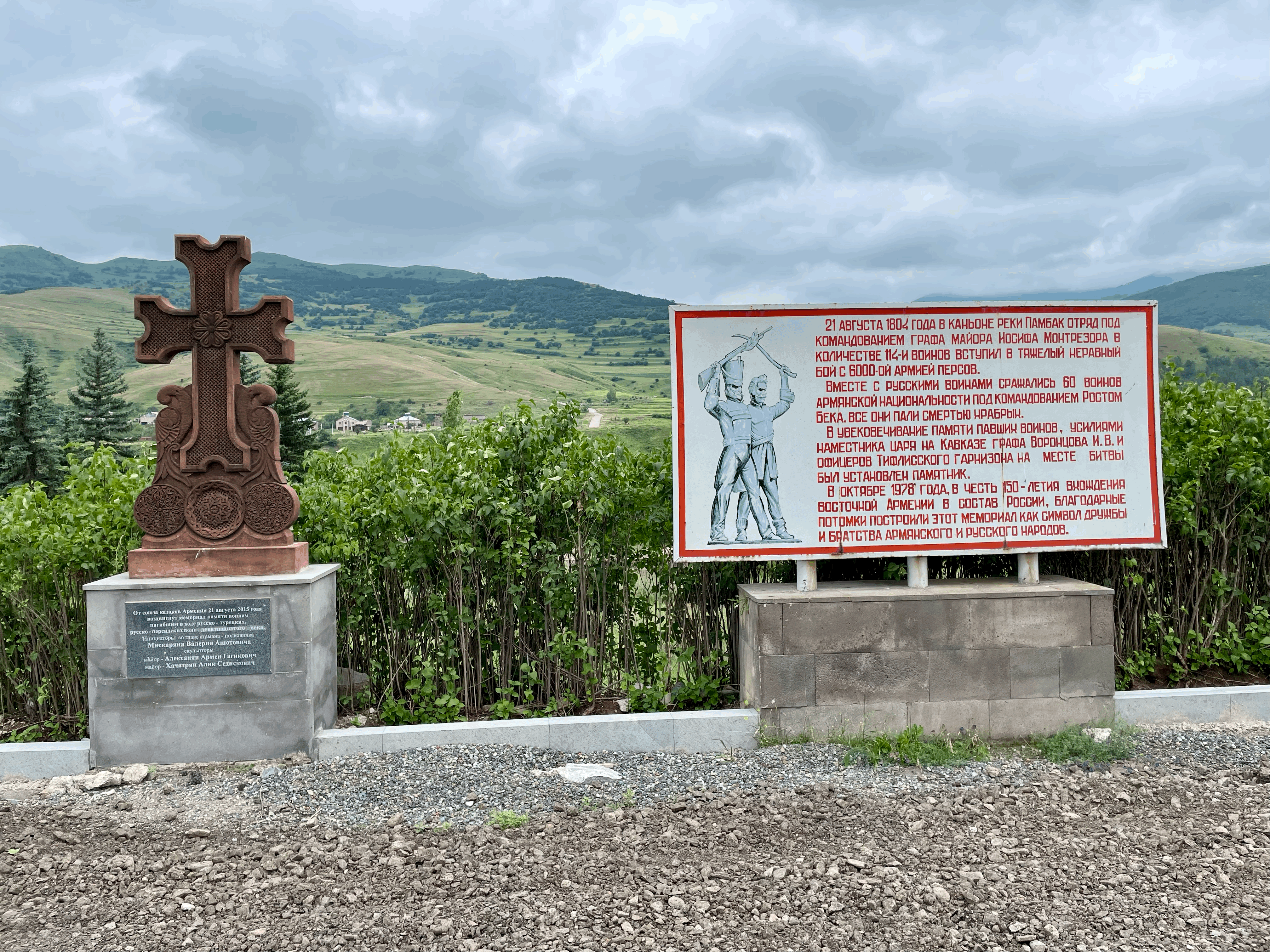
Мемориальная доска и хачкар
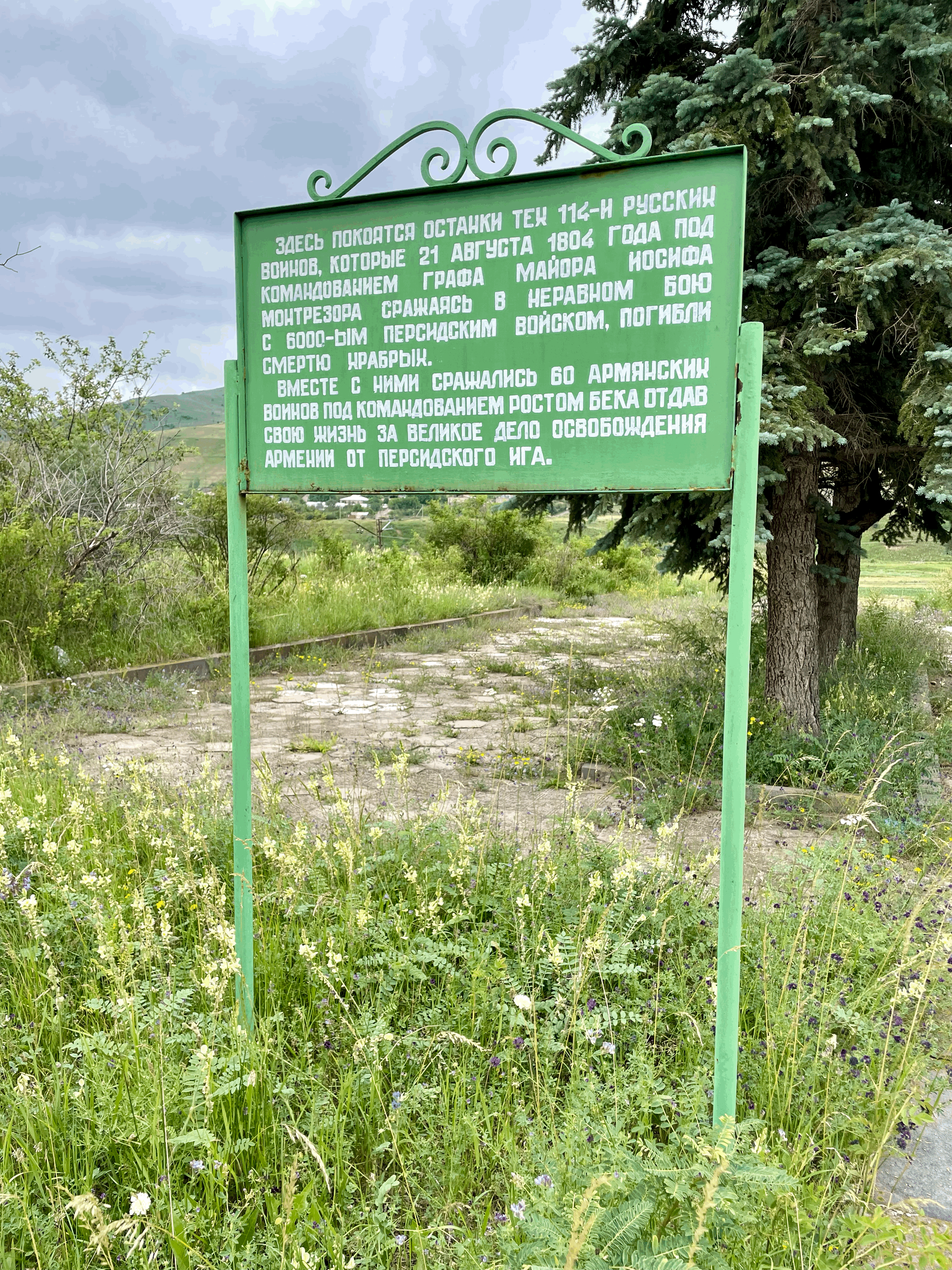
Памятный знак